# Tygodnik Ziemi Sanockiej
Tygodnik Ziemi Sanockiej – tygodnik regionalny ukazujący się w Sanoku na początku XX wieku.
Pierwszy numer „Tygodnika Ziemi Sanockiej” ukazał się 1 maja 1910 w cenie 20 halerzy, zaś gazeta ukazywała się w każdą sobotę wieczorem. W zapowiedzi redakcji profil tygodnika został określony jako postępowy organ ludności polskiej, zamieszkującej dawną ziemię sanocką, a dzisiejsze powiaty polityczne sanocki, krośnieński, brzozowski i liski, a jako dążenie i cel zostało wskazane pielęgnowanie ideałów narodowych i religijnych na gruncie katolickim oraz popierani interesów ekonomicznych i kulturalnych ludności polskiej w ziemi sanockiej zamieszkałej. Ostatni numer pisma z 1913 roku był redagowany przez komitet redakcyjny, kosztował nadal 20 halerzy.
Redaktorem naczelnym i odpowiedzialnym od początku istnienia pisma w 1910 do pierwszego tygodnia stycznia 1912 był Ludwik Glatman, po czym jego miejsce jako redaktor odpowiedzialny zajął księgarz i wydawca Michał Pollak, prowadząc czasopismo do 1914 (w 1913 wydawano tygodnik w czwartym z kolei roku).
Od początku wydawcą pisma była Spółka Wydawnicza, zaś druk wykonywała Drukarnia Karola Pollaka w Sanoku, a od września 1911 Drukarnia Franciszka Patały. Tygodnik zasadniczo liczył cztery strony, tylko w wyjątkowych przypadkach numer miał sześć stron. Stałymi rubrykami czasopisma były publikacje o charakterze prozy literackiej, niekiedy także publikowano wiersze. Ponadto ukazywały się felietony, recenzje utworów literackich, publikacje okolicznościowe o charakterze patriotycznym z okazji rocznic wydarzeń historycznym, relacje z obrad Rady Miejskiej, korespondencje z okolicznych miejscowości, rubrykę z aktualnymi doniesieniami pod nazwą „Kronika”, zaś na ostatniej stronie drukowano reklamy oraz ogłoszenia.
Profil pisma był kształtowany przez środowisko narodowych demokratów; według Alojzego Zieleckiego mimo piastowania stanowiska redaktora naczelnego i odpowiedzialnego przez Ludwika Glatmana, faktycznymi redaktorami merytorycznymi byli związani na stałe z Sanokiem Adam Pytel, Wojciech Ślączka, Paweł Biedka i Emil Gaweł. Współpracownikiem pisma był Leopold Biega. Na łamach tygodnika ukazywały się publikacje następujących autorów: Ludwik Glatman, Janina Kossak-Pełeńska, Stefan Gralewski, Karol Zaleski, Wilhelmina Zaleska, Władysław Kucharski, Jan Stanisław Stantejski, Stanisław Kotowicz, B. Gnoiński, Paweł Bonhomme, Armin Ronai, Jerzy Kossowski, Stanisław Maykowski, Paweł Klimczuk, Ignacy Grabowski, Stanisław Pazurkiewicz, Stanisław Tokarski, Kazimierz Gliński, Paweł Biedka, Mieczysław Nawarski, Maria Hirschberg, Adam Konopnicki. W 1910 syjońskie trafiki w Sanoku, w akcie bojkotu czasopisma, zaprzestały jego sprzedaży.
Na początku XXI wieku zdigitalizowanie i udostępnienie „Tygodnika Ziemi Sanockiej” podjęły Jagiellońska Biblioteka Cyfrowa i Sanocka Biblioteka Cyfrowa.